# Asiento
Az asiento (vagy assiento)  olyan szerződés, amelyet a spanyol kormányzat kötött idegen alattvalókkal, hogy azok kizárólag az amerikai, spanyol gyarmatokkal folytassanak rabszolga-kereskedést. Ilyen privilégiumot először V. Károly adott ki: a németalföldi La Bresa kapta a jogot, hogy évenként 4000 rabszolgát szállíthasson a gyarmatokba.
A spanyol kormány először itáliai, német, spanyol, portugál, angol és francia kereskedők számára adta meg ezt a monopóliumot. A spanyol örökösödési háború kitöréséhez hozzájárult az is, hogy 1701-ben csak a francia Guinea-társaság kapta meg ezt a kizárólagos jogot, méghozzá 10 évre. 1713-ban az angol Déltengeri-társaság szerezte meg a monopóliumot 30 évre. Az angolok számára ez rendkívül jövedelmező vállalkozás volt, hiszen emellett csempészetet is folytattak, így a spanyol amerikai gyarmatok szinte egészen az ő befolyásuk alatt álltak. A szerződést azonban megszegték, és ez ahhoz vezetett, hogy 1739-ben spanyol-angol harcok robbantak ki: ez az ún. „Jenkins füle” háború. Végül 1748-ban Spanyolország az aacheni békeszerződésben ismét az angol kereskedelmi társaságra ruházta az asiento jogát. Ezúttal 4 évre kapták, és ez volt az utolsó ilyen szerződés: 1750-ben Madridban a Déltengeri-társaság 100 ezer sterling kárpótlás fejében lemondott szerződésbeli jogairól.